# Microsynodontis
Microsynodontis es un género de peces de la familia Mochokidae en el orden de los Siluriformes.

## Especies
Las especies de este género son:
- Microsynodontis armatus Ng, 2004
- Microsynodontis batesii Boulenger, 1903
- Microsynodontis christyi Boulenger, 1920
- Microsynodontis emarginata Ng, 2004
- Microsynodontis hirsuta Ng, 2004
- Microsynodontis laevigata Ng, 2004
- Microsynodontis lamberti Poll & Gosse, 1963
- Microsynodontis nannoculus Ng, 2004
- Microsynodontis nasutus Ng, 2004
- Microsynodontis notata Ng, 2004
- Microsynodontis polli Lambert, 1958
- Microsynodontis vigilis Ng, 2004